# Storfors distrikt
Storfors distrikt är ett distrikt i Storfors kommun och Värmlands län. Distriktet ligger omkring Storfors i östra Värmland och gränsar till Västmanland. 

## Tidigare administrativ tillhörighet
Distriktet inrättades 2016 och utgörs av en del av området som Storfors köping omfattade till 1971, delen som utgjorde köpingen före 1967 och som före 1950 utgjort en del av Kroppa socken.
Området motsvarar den omfattning Storfors församling hade 1999/2000 och fick 1960 efter utbrytning ur Kroppa församling.

## Tätorter och småorter
I Storfors distrikt finns en tätort men inga småorter.

### Tätorter
- Storfors